# Киричук, Юрий Анатольевич
Киричук Юрий Анатольевич (1956, г. Радивилов, Ровенской обл .- 2002, Львов) — украинский историк.

## Биография
Окончил с отличием исторический факультет Львовского государственного университета имени Ивана Франко. В возрасте 27 лет защитил кандидатскую диссертацию. Следующие двадцать лет своей жизни отдал работе в стенах этого университета. Работал не только как педагог, но и как ученый-исследователь. Один из первых на Украине занялся изучением истории ОУН -УПА, диссидентского и правозащитного движения.
Изданная в 1991 году «История УПА» Ю. Киричука стала первым в независимой Украине исследованием украинского Движения Сопротивления времен Второй мировой войны. Выпустил три монографии, опубликовал около сотни научных и научно-популярных статей, выступал на десятках научных конференций и семинаров. Ещё одна монографическая работа Ю. Киричука, посвященная истории украинского национально-освободительного движения в XX веке, увидела свет уже после трагической гибели историка. Активно занимался культурнической и просветительской деятельностью. В 1993—1998 гг. исполнял обязанности главного редактора теоретического журнала Украинской республиканской партии «Республиканец».
Похоронен на Лычаковском кладбище.